# 比戈山
65°46′S 64°17′W / 65.767°S 64.283°W

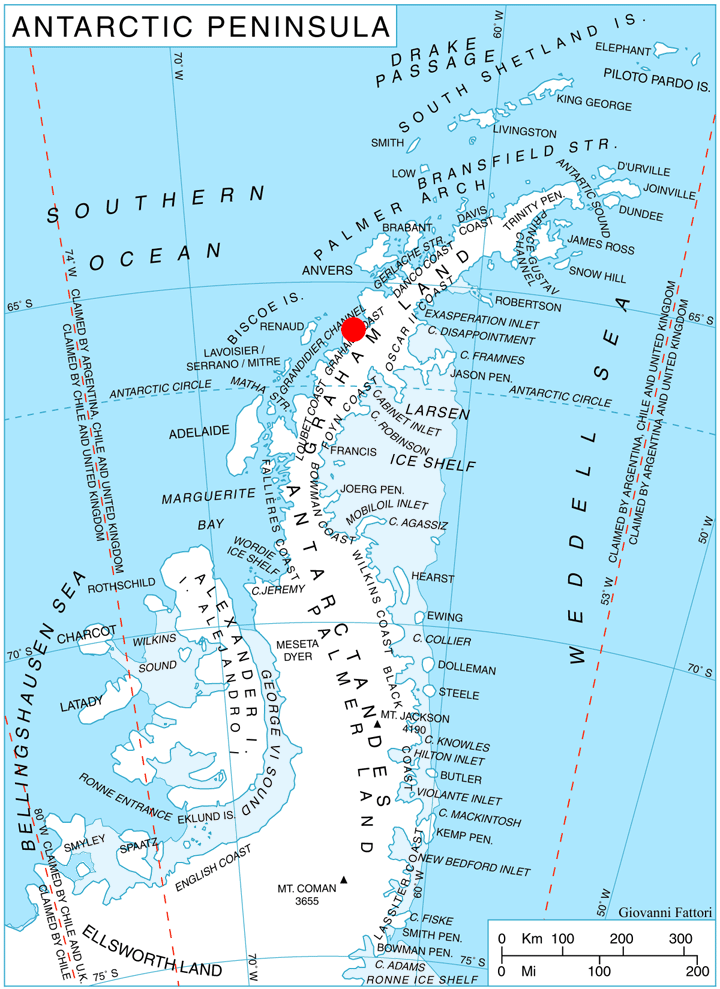

比戈山是南極洲的山峰，位於葛拉漢海岸的馬尼耶半島，屬於利西亞嶺的一部分，海拔高度1,980米，處於佩爾紹山西南面，由法國探險隊發現，現時由南極條約體系管理。

## 外部連結
- SCAR Composite Gazetteer of Antarctica（页面存档备份，存于）.